# 野島健矢
野島 健矢（のじま けんや。1994年1月22日 - ）は日本の俳優。京都造形芸術大学映画学科俳優コース出身｡身長162cm。血液型B型。

## 出演作

### テレビドラマ
- FLLOWERS　Netflixオリジナルドラマ　監督:蜷川 実花 -　佐藤役 (2020年2月)

- 映像研には手を出すな!（2020年4月〜5月）TBSテレビ、MBS毎日放送 - カメ男 役[2]

### 映画
- 神隠しのキャラメル (2014年、監督：酒井 麻衣)
- お姉ちゃんは鯨（2015年、監督：村上由季）[3]
- 無味無臭な人間たちへ（2017年、監督：北村和希）-及川雄二 役[4]
- トリガール! (2017年9月1日公開、監督:英 勉)-フレーム班長 役[5]

- 満月の夜には思い出して（2019年6月8日公開[6]、監督：川北ゆめき）- 祐介 役[7]
- 僕たちは変わらない朝を迎える（2021年8月13日公開、監督：戸田彬弘）
- 階段の先には踊り場がある（2022年3月19日公開、監督：木村聡志）
- まなみ100%（2023年9月29日公開、監督：川北ゆめき）
- 恋愛終婚（2024年10月18日公開、岡元雄作監督） - 小泉広海 役[8][9]
- フェイクアウト！（2025年6月20日公開、堀江慶監督） - 山下祐介 役
- はらむひとびと（2025年7月11日公開、監督：中嶋駿介）[10]

### 舞台
- ストリッパー物語（2018年、4月18日-4月23日、浅草木馬亭）[11]
- 殻（2022年、2月16日-2月20日、浅草九劇）-須賀優介 役[12]
- ぼくはずっと前からあたらしい（2022年、12月23日-12月25日、R'sアートコート（労音大久保会館））-三嶋たくと 役[13]

### CM
- ふたりの日々を、ひめくろう。（2017年）
- 総合人材サービス東海道シグマ（2017年）
- ファイナルファンタジーXIV MEMORIES（2017年）
  1. ジョージアあるある社員大図鑑（2018年） -『名刺交換急降下社員』篇、『カタカナ語連発社員』篇
- Yahoo! JAPANアプリ「全国統一防災模試」（2018年） - CM 宣言編
- イオン (2019年) - イオン春の新生活2019年編
- キリンレモンキャンペーンWEB/CM第二弾　｢夏、あいつら。｣編　(2019年)
- モンスターストライク TV/CM ｢モンストサスペンス劇場｣　安寺充緑役(2019年)
- 花王ニュービーズWEB/CM｢ニューノーズ｣(2019年)
- 花王soena WEB/CM｢受験編｣(2019年)
- ピタットハウス紹介ムービー(2019年)山口淳役
- 貝印　111周年記念MOVIE ｢We are KAI｣ (2020年、 監督:さとうこずえ)
- キリンビバレッジ幸せの紅茶、午後の紅茶編 (2020年)
- オリエントコーポレーションWEB/CM｢叶える人｣ (2020年、監督:藤本匡志)
- ダイハツ / タフト TV CM ｢ 星空 ｣ 篇（2021年）
- イソジン® / WEB CM ｢うがい薬｣ 篇（2021年）
- NONIO「世界が広がる」（2021年）
- NISHIKIYA KITCHEN　アニメーションWEB/CM「あの日の、あのカレー。」一人暮らし篇(2023年) ナレーション
- SpotifyWEB/CM｢音楽の出番だ。｣メイド・フォー・ユー篇 |Jam機能 篇 (2024年) 主演・ナレーション

### 短編映画
- Re:フレンド (2017年、監督:田村啓介 ）- 千代田陸 役
- 意味なし人生ちゃん、宇宙(そら)へ (2017年、監督:澁谷桂一）- 萌子 役
- 春、包む (2019年5月20日)
- 告ったり、フラれたり｢神様、酔っていたのは私でしょうか｣　(2019年) - 北野誠弥 役
- またたきの中に沈む（2020年、監督:ごめん）
- ドッキング！（2020年、監督:川上信也） - 飯島聡役
- 純猥談「触れた、だけだった。」（2020年、監督：YP） - 彼 役[14]
- どこへも行けない僕たち（2020年、監督:松本窓）[15]
- リスケ（2021年、監督：鈴江 誉志）-　菅野ユウスケ 役

### MV
- ドラマストア「エンドロール」（2016年）
- 室井雅也「A GIRL BY SEASIDE｣ (2017年）
- 寺島拓篤 ｢ID｣ (2017年)
- Mrs.GREEN APPLE ｢PARTY｣ (2018年) - サン役
- MORISAKI SHINYA「昼間の花火」（2019年）
- 足立佳奈「ウタコク」（2019年）
- saji｢ツバサ｣ (2019年) - 田畑コウタ役
- TK from 凛として時雨「copy light」（2020年）
- kiarayuki｢飛沫｣(2020年)
- Rin音 「夜明乃唄」(2020年)
- Mother Depth「終わらないで、夜」（2020年）
- nolala「piece of」（2021年）
- anewhite「バケトナ」（2021年）
- CRAZY VODKA TONIC 「恋に似てた」（2021年）
- Ninatsu「三月の名付け親」（2022年）
- 斉藤壮馬「ヒラエス」（2024年）
- ハナシテ「アンカット」（2025年）

### 音声配信
- 男子ってなに話すの？ （2022年6月10日 - 、毎週金曜日20時配信、stand.fm、spotify）[16]

## 受賞歴

### 2022年
- 第九回八王子ショートフィルム映画祭　一般部門 審査委員特別賞 特別俳優賞 - 映画『リスケ』[17]